# Gunderath
Gunderath es un municipio situado en el distrito de Vulkaneifel, en el estado federado de Renania-Palatinado (Alemania). Su población estimada a finales de 2016 era de 144 habitantes.
Se encuentra ubicado al norte del estado, en la región de Eifel, cerca de la frontera con el estado de Renania del Norte-Westfalia.